# مسابقات ورزش‌های آبی اروپا ۲۰۱۲
مسابقات ورزش‌های آبی اروپا ۲۰۱۲ از ۱۴ تا ۲۷ می ۲۰۱۲ در دو شهر دبرتسن، مجارستان و آیندهوون، هلند برگزار شده است.

## جدول مدال‌ها
میزبان 
| رتبه  | کشور           | طلا | نقره | برنز | مجموع |
| ۱     | مجارستان       | ۹   | ۱۰   | ۷    | ۲۶    |
| ۲     | آلمان          | ۹   | ۹    | ۶    | ۲۴    |
| ۳     | ایتالیا        | ۷   | ۱۰   | ۶    | ۲۳    |
| ۴     | فرانسه         | ۶   | ۴    | ۴    | ۱۴    |
| ۵     | اسپانیا        | ۵   | ۳    | ۳    | ۱۱    |
| ۶     | سوئد           | ۴   | ۴    | ۲    | ۱۰    |
| ۷     | روسیه          | ۳   | ۴    | ۵    | ۱۲    |
| ۸     | اوکراین        | ۲   | ۶    | ۷    | ۱۵    |
| ۹     | بریتانیای کبیر | ۲   | ۲    | ۰    | ۴     |
| ۱۰    | نروژ           | ۲   | ۰    | ۱    | ۳     |
| ۱۱    | یونان          | ۱   | ۰    | ۵    | ۶     |
| ۱۲    | اسرائیل        | ۱   | ۰    | ۴    | ۵     |
| ۱۳    | جمهوری چک      | ۱   | ۰    | ۲    | ۳     |
| ۱۴    | اسلوونی        | ۱   | ۰    | ۱    | ۲     |
| ۱۵    | لهستان         | ۱   | ۰    | ۰    | ۱     |
| ۱۵    | صربستان        | ۱   | ۰    | ۰    | ۱     |
| ۱۷    | کرواسی         | ۰   | ۱    | ۰    | ۱     |
| ۱۷    | استونی         | ۰   | ۱    | ۰    | ۱     |
| ۱۷    | جمهوری ایرلند  | ۰   | ۱    | ۰    | ۱     |
| ۱۷    | هلند           | ۰   | ۱    | ۰    | ۱     |
| ۲۱    | اتریش          | ۰   | ۰    | ۱    | ۱     |
| ۲۱    | بلاروس         | ۰   | ۰    | ۱    | ۱     |
| ۲۱    | رومانی         | ۰   | ۰    | ۱    | ۱     |
| مجموع | مجموع          | ۵۵  | ۵۶   | ۵۶   | ۱۶۷   |